# Artilleristaben
Artilleristaben var ett stabsorgan i Sverige som inrättades genom kungligt brev den 4 maj 1807 och efterträdde 1802 års artillerikommitté. Staben utgjordes av artilleriofficerare med högre utbildning. Stabens uppgift var att följa artillerivetenskapens framsteg inom och utom riket, anordna försök med mera. Chef var Inspektören för artilleriet. 
Artilleristaben var ursprungligen huvudsakligen en personalkår men fick myndighetskaraktär 1868 efter ett konstruktionskontor för utarbetande av ritningar och bestämmelser rörande materielen tillfördes staben. Kontoret överfördes 1890 till fälttygmästaren och 1908 till arméförvaltningens artilleridepartement. En statistisk avdelning tillkom 1874 som skulle följa den artilleristiska utvecklingen inom- och utomlands och 1881 tillkom en utrustningsavdelning som utarbetade utrustningslistor. 1926 tillskom slutligen en skjutskoleavdelning. 
1937 upphörde artilleristaben och dess uppgifter övertogs av Artilleriinspektionen och Artilleristabskåren.

## Chefer
- 1813–1815 – Johan Didrik af Wingård
- 1837–1847 – Anton Gabriel Gyldenstolpe (t.f.)
- 1858–1861 – Gustaf Lagercrantz
- 1861–1867 – Carl Henric Hägerflycht
- 1867–1873 – Erik Leijonhufvud
- 1873–1883 – Hjalmar Palmstierna
- 1883–1890 – Henrik von Stockenström
- 1890–1895 – Gottschalk Geijer
- 1895–1898 – Jacques de Laval
- 1898–1902 – Sune Wennerberg
- 1903–1904 – John Moberg
- 1904–1909 – Karl Toll
- 1909–1911 – Ludvig Hammarskiöld
- 1912–1915 – Gerdt August Lundeberg
- 1916–1921 – Nils Edvard Ekelöf
- 1921–1925 – Gunnar Salander
- 1925–1926 – Hjalmar Thorén
- 1926–1929 – Johan Gustaf Henning Schmiterlöw
- 1926–1931 – Per Sylvan
- 1931–1932 – Hjalmar Thorén
- 1933–1937 – Johan Gustaf Henning Schmiterlöw
- 1937–1941 – Sture Gadd
- 1941–1942 – Axel Rappe